# 王坚 (1957年)
王坚（1957年2月—），男，中华人民共和国外交官，曾任中华人民共和国驻蒂华纳总领事。

## 生平
1981年，进入中华人民共和国农业部工作，任农业部外事司翻译。1984年，任农业部外事司项目官员。1986年，任农业部国际合作司项目官员，后升副处长、处长。1995年，任驻墨西哥大使馆一等秘书。1998年，任中国农牧渔业国际合作公司副总经理。1999年，任国务院扶贫办外资项目管理中心副主任。2003年，任驻阿根廷大使馆参赞。2007年，任驻哥伦比亚大使馆参赞。2010年，任驻玻利维亚大使馆参赞。2012年，任外交部干部司参赞。2014年5月，出任中华人民共和国驻蒂华纳总领事。2017年7月，自驻蒂华纳总领事离任。